# Park Joo-mi
Park Joo-mi (en hangul, 박주미; Seúl, 5 de octubre de 1972) es una actriz surcoreana. Park debutó como modelo de Asiana Airlines y luego comenzó a actuar en 1991, protagonizando series como Beautiful Seoul (1999) y Feels Good (2000).

## Carrera
Después de aparecer en  Ladies of the Palace, Park se casó con el empresario Lee Jang-won en 2001 y temporalmente se retiró de la actuación para dedicarse a su familia (ella dio a luz a sus hijos en el 2002 y 2007). Durante este tiempo, Park de forma intermitente apareció en comerciales de televisión y copresentó el programa de variedades Yeo Yoo Man Man de 2003 a 2005. Después de nueve años de ausencia, ella regreso a las pantallas con el thriller Man of Vendetta (2010) y el drama familiar Cree en el Amor (2011). En 2012, Park interpretó a la Reina Seondeok en el drama El Sueño del Rey durante 18 de episodios (de un proyecto de 70), cuando un accidente de coche en camino al set resultó en lesiones internas, y ella tuvo que dejar la serie para someterse a tratamiento médico. Después de su recuperación, Park volvió a la televisión en 2014 con La Historia de Kang-gu.
En octubre de 2020 se anunció que se había unido al elenco de la serie Amor (invitados especiales: matrimonio y divorcio), que protagonizó a lo largo de sus tres temporadas, cada una de dieciséis capítulos, entre 2021 y 2022.

## Filmografía

### Series de televisión
| Año     | Título                                             | Papel                                            | Canal     | Notas         |
| ------- | -------------------------------------------------- | ------------------------------------------------ | --------- | ------------- |
| 1991    | Eyes of Dawn                                       |                                                  |           |               |
| 1991    | Our Paradise                                       | Myung-jin                                        | MBC       |               |
| 1993    | Walking All the Way to Heaven                      |                                                  | MBC       |               |
| 1993    | Mountain Wind                                      |                                                  |           |               |
| 1994    | Kkachi                                             | Baek So-ra                                       | SBS       |               |
| 1994    | Three Families Under One Roof                      | Im Ji-ae                                         | MBC       |               |
| 1994    | Kareisky                                           |                                                  |           |               |
| 1996    | Jo Gwang-jo                                        | Queen Janggyeong                                 | KBS2      |               |
| 1996    | Dad Is the Boss                                    |                                                  |           |               |
| 1997    | The Angel Within                                   |                                                  |           |               |
| 1997    | One Thousand and One Nights                        |                                                  |           |               |
| 1997    | Woman Eating Bap Alone                             |                                                  | SBS       |               |
| 1999    | School 2                                           | Kim Jung-in                                      | KBS2      |               |
| 1999    | Hur Jun                                            | Lady Kim, Gong-bin                               | MBC       |               |
| 1999    | Beautiful Seoul                                    | Yoo Hye-won                                      | MBC       |               |
| 2000    | Feels Good                                         | Eun-young                                        | MBC       |               |
| 2000    | School 3                                           | Kim Jung-in                                      | KBS1      |               |
| 2000    | Ajumma                                             | Jang Ah-young                                    | MBC       |               |
| 2001    | Ladies of the Palace                               | Gisaeng Ok Mae-hyang                             | SBS       |               |
| 2011    | Believe in Love                                    | Seo Hye-jin                                      | KBS2      |               |
| 2012    | A Gentleman's Dignity                              | Kim Eun-hee                                      | SBS       | [ 12 ] [ 13 ] |
| 2012    | Dream of the Emperor                               | Princesa Deokman/Queen Seondeok (episodios 1-18) | KBS1      |               |
| 2014    | The Story of Kang-gu                               | Yang Moon-sook                                   | SBS       |               |
| 2015    | Blood                                              | Han Sun-young                                    | KBS2      |               |
| 2016    | The Flower in Prison                               | Chung Nanjung                                    | MBC       |               |
| 2018    | Come and Hug Me                                    | Ji Hye-won                                       | MBC       |               |
| 2018    | My ID is Gangnam Beauty                            | Na Hye-sung                                      | JTBC      | [ 14 ]        |
| 2021-22 | Amor (invitados especiales: matrimonio y divorcio) | Sa Pi-young                                      | TV Chosun | 3 temporadas  |
| 2023    | Durian's Affair                                    | Du Ri-an                                         | TV Chosun | [ 16 ] [ 17 ] |

### Cine
| Año  | Título            | Papel          |
| ---- | ----------------- | -------------- |
| 2010 | Man of Vendetta   | Park Min-kyung |
| 2016 | The Last Princess | Yang Gwi-in    |

## Premios y nominaciones
| Año  | Categoría      | Premios                | Trabajo | Resultado |
| ---- | -------------- | ---------------------- | ------- | --------- |
| 2021 | AAA Best Actor | 2021 Asia Artist Award | -       | Ganó      |